# Александер фон Дьонхоф
Александер фон Дьонхоф (на немски: Alexander Graf von Dönhoff; * 9 февруари 1683 в Кьонигсберг, Прусия; † 9 октомври 1742 в Берлин) от благородническия род фон Дьонхоф е граф и пруски генерал-лейтенант и доверено лице на крал Фридрих Вилхелм I.
Той е петият син на граф Фридрих фон Дьонхоф (1639 – 1696), бранденбургски-пруски генерал-лейтенант, и съпругата му фрайин Елеонора Катарина Елизабет фон Шверин (1646 – 1696), дъщеря на фрайхер Ото фон Шверин (1616 – 1679) и Елизабет София фон Шлабрендорф (1620 – 1656).
Александер фон Дьонхоф започва служба на 30 ноемврир 1699 г.в бранденбургската войска. След това започва служба в Хесен-Касел, където става 1701 г. капитан и участва във войната против Франция. През 1704 г. той става майор, на 9 февруари 1705 г. полковник-лейтенант и се бие 1706 и 1707 г. в Горна Италия. Той става генерален адютант на наследствения принц Фридрих фон Хесен-Касел. На 27 декември 1709 г. като полковник получава свой регимент и през 1720 г. става генерал-майор на Курфюрство Хесен. На 13 юли 1722 г. той е генерал-майор на пруска служба и на 10 септември шеф на пехотински регимент. В процеса през 1730 г. против пруския тронпринц Фридрих и Ханс Херман фон Кате (1704 – 1730, екзекутиран) той е член на военния съд. През 1734 г. той започва строенето на площад в Берлин, по-късно наречен на него „фон Дьонхоф“. През 1734 и 1735 г. той участва в похода на Рейн и на 7 юни 1737 г. е повишен на генерал-лейтенант. На 24 юни 1740 г. той напуска активната военна служба.

## Фамилия
Александер фон Дьонхоф се жени на 31 октомври 1720 г. за графиня Шарлота фон Блументал (* 10 април 1701; † 28 септември 1761, Берлин), дъщеря на пруския камерхер граф Адам Лудвиг фон Блументал (1666 – 1704) и София Вилхелмина фон Шьонинг (1686 – 1730). Те имат децата:
- София Елеонора (1721 – 1742)
- Фридрих Вилхелм (* 8 февруари 1723; † 1 декември 1774), женен на 8 август 1766 г. за фрайин Анна София Шарлота фон Лангерман (* 16 май 1740, Дуисбург; † 31 август 1793); родители на:
  - София фон Дьонхоф (1768 – 1831), омъжена на 11 април 1790 г. за пруския крал Фридрих Вилхелм II (1744 – 1797)
- Карл Фридрих Лудвиг (* 10 февруари 1724; † 29 юни 1778), императорски генерал-майор
- Фридерика Вилхелмина Шарлота (* 19 септември 1726; † 4 или 7 януари 1794, Берлин), омъжена на 20 май 1754 г. за граф Виктор Фридрих фон Золмс-Зоненвалде (* 16 септември 1730; † 24 декември 1783)
- Луиза Августа Амалия (* 23 юли/ 25 юли 1731, Берлин; † 29 април 1768, Кьонигсберг), омъжена I. на 25 април 1753 г. за вюртембергския таен съветник Карл Георг Август фон Опел (* 1725; † 3 януари 1760), II. 1765 г. за фрайхер Улрих Фридрих фон Щирн (* 29 юни 1740, Стокхолм; † 18 септември 1796)